# Capparis scabrida
Capparis scabrida là một loài thực vật có hoa trong họ Capparaceae. Loài này được Kunth mô tả khoa học đầu tiên năm 1821.